# Menesteo
Menesteo (in greco antico: Μενεσθεύς?, Menesthèus), è un personaggio della mitologia greca e l'undicesimo mitologico re di Atene, che condusse un contingente di navi alla guerra di Troia. Secondo la tradizione, egli ottenne una prima volta il trono di Atene dai Dioscuri, quando questi invasero l'Attica per liberare la loro sorella Elena, rapita da Teseo. Costretto a fuggire dopo il ritorno di Teseo, diventò nuovamente re alla morte di quest'ultimo, ucciso a tradimento dal re Licomede di Sciro, col quale egli si era appunto accordato per eliminarlo. Menesteo è nominato tra i pretendenti di Elena, e per questo motivo partecipò alla guerra di Troia.

## Mitologia
Omero afferma che Menesteo era "figlio di Peteòo, alunno di Zeus", ma non precisa le origini, né tantomeno la provenienza di quest'ultimo.

Plutarco invece specifica che egli era figlio di Orneo, figlio a sua volta del re Eretteo, di conseguenza, Menesteo apparteneva alla famiglia degli Erettidi.
Diodoro Siculo sostiene un'altra leggenda, secondo la quale questo Peteòo era di origine egiziana ma tale aneddoto era solo uno fra gli argomenti addotti dagli Egiziani per dimostrare che Atene era stata fondata o ampliata da coloni provenienti dal loro Paese.

Insieme al padre, Menesteo era stato esiliato da Egeo, re di Atene, il quale regnò al suo posto.
(Plutarco, Vita di Teseo, 32)
Menesteo compare nel IV canto dell'Iliade e, con Ulisse, esprime perplessità  sull'opportunità  di un combattimento. Non assunse particolare rilievo nella guerra, sebbene alcune tradizioni affermano che riuscì addirittura a ferire Ettore piantandoglia la sua lancia nella gamba. Nel XII canto, durante un assalto di Ettore e dei Troiani ai danni degli Achei, Menesteo chiama rinforzi contro Sarpedonte e Glauco.
Menesteo è citato anche fra i pretendenti di Elena. Controversa fu la sua fine; secondo alcune leggende, venne ucciso nei combattimenti presso Troia da un'Amazzone, da identificare forse con Pentesilea.

### Fonti
- Omero, Iliade, libro II, versi 546-555; libro XII, versi 331-363.
- Apollodoro, Biblioteca, III, 10, 8; Epitome, I, 24.
- Igino, Favole, 97.
- Ditti Cretese VI, 2.
- Plutarco, Vita di Teseo, 32 ss.
- Diodoro Siculo I, 28.

### Traduzione delle fonti
- Omero, Iliade, traduzione di Rosa Calzecchi Onesti, 2ª ed., Torino, Einaudi, 1990, ISBN 978-88-06-17694-5.
- Omero, Iliade, traduzione di Vincenzo Monti, ediz. contemp. a cura di Manara Valgimigli e Carlo Muscetta, 9ª ed., Milano, Mondadori, 2007, ISBN 978-88-04-53902-5.
- Apollodoro, Biblioteca, traduzione di Marina Cavalli, Milano, Mondadori, 1998, ISBN 88-04-55637-4.
- Igino, Miti, traduzione di Giulio Guidorizzi, Milano, Adelphi, 2000, ISBN 88-459-1575-1.

### Moderna
- Pierre Grimal, Dizionario di mitologia, traduzione di Pier Antonio Borgheggiani, Parigi, Garzanti, 2005, ISBN 88-11-50482-1.
- Robert Graves, I miti greci, Milano, Longanesi, ISBN 88-304-0923-5.
- Angela Cerinotti, Miti dell'antica Grecia e di Roma Antica, Verona, Demetra, 1998, ISBN 978-88-440-0721-8.